# Project A
Project A is een Hongkongse martialarts-komediefilm uit 1983 geregisseerd door Jackie Chan, die tevens de hoofdrol speelt. 

## Verhaal
De actie speelt zich af in Hongkong aan het begin van de 20e eeuw, waar de marine-politieagent Dragon Ma deel uitmaakt van een grotere missie om piraten te bestrijden die de kust van Hongkong teisteren.

## Rolverdeling
| Acteur          | Personage                         |
| --------------- | --------------------------------- |
| Jackie Chan     | Sergeant Dragon Ma Yue Lung       |
| Sammo Hung      | Zhuo Yifei aka Fei / Fats         |
| Yuen Biao       | Inspector Hong Tin-Tzu            |
| Kwan Hoi-san    | Captain Chi                       |
| Dick Wei        | Pirate Chief Lor Sam Pau / San-Po |
| Hoi Sang Lee    | Mr. Lee Cho-Kou                   |
| Cheung Wing-fat | Big Mouth / Jaws                  |
| Isabella Wong   | Winnie Shih                       |
| Tai Bo          | Tai Bo                            |
| Lau Hak-suen    | Admiral Shih                      |